# Capitophorus essigi
Capitophorus essigi är en insektsart. Capitophorus essigi ingår i släktet Capitophorus och familjen långrörsbladlöss. Inga underarter finns listade i Catalogue of Life.